# Simone Leathead
Simone Leathead (Montreal, 22 de abril de 2003) es una deportista canadiense que compite en saltos de gran altura. Ganó una medalla de plata en el Campeonato Mundial de Natación de 2025, en la prueba de 20 m.

## Palmarés internacional
| Campeonato Mundial | Campeonato Mundial  | Campeonato Mundial | Campeonato Mundial |
| Año                | Lugar               | Medalla            | Prueba             |
| ------------------ | ------------------- | ------------------ | ------------------ |
| 2025               | Singapur (Singapur) | Medalla de plata   | 20 m               |